# شركة الأهلي للتكافل
شركة الأهلي للتكافل واختصارا ATC هي شركة مساهمة سعودية سابقة. تأسست في الرابع من أغسطس عام 2007، برأس مال يبلغ مئة مليون ريال سعودي، يتمثل نشاط شركة الأهلي للتكافل في تقديم منتجات وخدمات التأمين التكافلي المتوافقة مع أحكام الشريعة الإسلامية.

## تاريخ الشركة
شركة الأهلي للتكافل هي شركة مساهمة سعودية بموجب المرسوم الملكي رقم م/70 بتاريخ 1427/11/22هـ (الموافق 2006/12/13م) والقرار الوزاري رقم 262 بتاريخ 1428/11/20هـ (الموافق 2006/12/11م)، وقد تأسست الشركة في مدينة جدة بموجب السجل التجاري رقم 4030171573 الصادر من مدينة جدة بتاريخ 1428/7/21هـ (الموافق2007/8/4م) وترخيص أعمال التأمين من البنك المركزي السعودي رقم ( ت م ن/7/20079) بتاريخ 1428/8/29هـ (الموافق 2007/9/11م) ،هذا وقد بدأت الشركة بممارسة أعمال التأمين وفقاً لنظام مراقبة شركات التأمين التعاوني ولائحته التنفيذية حيث بدأت شركة الأهلي للتكافل برأس مال بلغ 100 مليون ريال، وقد وافق مساهمو الشركة على زيادة رأس مالها إلى 166,666,670 ريال ليصبح إجمالي الإصدار(16,666,667سهم) بتاريخ 12 ديسمبر 2011م.

## نشاط الشركة
تمارس الشركة أعمال التأمين وفقاً لنظام مراقبة شركات التأمين التعاوني ولائحته التنفيذية الصادر عن البنك المركزي السعودي في مجال تأمين الحماية والإدخار وذلك من خلال تقديم حلول تأمينية للأفراد والمجموعات.

## اندماج
وقعت شركة الأهلي للتكافل اتفاقية اندماج مع شركة الدرع العربي بتاريخ 1442/12/02 هـ (الموافق 2021/07/12م)، وتتضمن الاتفاقية، أن تقوم شركة الدرع العربي بشراء كامل أسهم رأس المال المصدرة من قبل شركة الأهلي للتكافل عن طريق عرض مبادلة أوراق مالية ودون تسديد أي مقابل نقدي لصالح مساهمي شركة الأهلي للتكافل، وذلك وفقاً لنظام الشركات الصادر من وزارة التجارة ولوائح هيئة السوق المالية بالمملكة العربية السعودية.
بناء على اتفاقية الاندماج، ستقوم شركة الدرع العربي بزيادة رأسمالها من (400,000,000) ريال سعودي إلى (638,524,620) ريال سعودي، عبر إصدار أسهم الجديدة يبلغ عددها (23,852,462) سهم عادي جديد بقيمة إسمية قدرها (10) ريال سعودي للسهم الواحد لصالح المساهمين في شركة الأهلي للتكافل، وذلك مقابل شراء كامل الأسهم المصدرة التي يملكونها في شركة الأهلي للتكافل بالقيمة الإسمية الإجمالية لها والبالغة (166,666,670) ريال سعودي، أي أنه سيتم إصدار (1.43114769137705) سهم في شركة الدرع العربي مقابل كل سهم واحد (1) في شركة الأهلي للتكافل («معامل المبادلة»).تبعاً لزيادة رأس المال وفقاً لما سبق، ستبلغ نسبة ما سيملكه مساهمي شركة الأهلي للتكافل 37.36% من رأس مال شركة الدرع العربي، وستنخفض نسبة ملكية المساهمين الحاليين في شركة الدرع العربي من 100% لتصبح 62.64%.
نتيجةً لصفقة الاندماج، ستلغى جميع أسهم شركة الأهلي للتكافل وسيقوم شركة الدرع العربي للتأمين التعاوني، من خلال زيادة رأس ماله، بإصدار (23,852,462) سهم عادي بقيمة اسمية تبلغ (10) ريالات للسهم الواحد لصالح مساهمي شركة الأهلي للتكافل المقيدين في سجل مساهمي شركة الأهلي للتكافل لدى شركة مركز إيداع الأوراق المالية (إيداع) بنهاية فترة التداول في يوم الأحد 1443/06/13هـ (الموافق 2022/01/16م).
بنهاية يوم 08-06-1443هـ (الموافق 11-01-2022م)، بدء سريان نفاذ قرار الاندماج بين شركة الأهلي للتكافل وشركة الدرع العربي للتأمين التعاوني. وعليه، فقد انقضت شركة الأهلي للتكافل وانتقلت جميع حقوقها والتزاماتها إلى شركة الدرع العربي للتأمين التعاوني التي سوف تستمر في الوجود.

## البيانات
| تاريخ التأسيس | تاريخ الادراج | الرمز الدولي | نهاية السنة المالية | مراجعي الحسابات                                           |
| ------------- | ------------- | ------------ | ------------------- | --------------------------------------------------------- |
| 2007-08-04    | 2007-08-18    | SA000A0MR856 | 12/31               | بيكرتيلي م ك م وشركاه، العظم والسديري عضو في كرو العالمية |

## ملف الأسهم
| رأس المال المصرح به (ريال سعودي) | عدد الأسهم المصدرة | رأس المال المدفوع (ريال سعودي) | القيمة الاسمية للسهم | القيمة المدفوعة للسهم |
| -------------------------------- | ------------------ | ------------------------------ | -------------------- | --------------------- |
| 166,666,670                      | 16,666,667         | 166,666,670                    | 10                   | 10                    |

تغيرات في راس المال
| تاريخ اعلان التوصية | نوع الإصدار   | تاريخ الاستحقاق | رأس المال الجديد | رأس المال السابق | الفرق التراكمي | ملاحظات |
| ------------------- | ------------- | --------------- | ---------------- | ---------------- | -------------- | ------- |
| 2010-01-19          | حقوق الاولوية | 2011-11-19      | 166,666,670      | 100,000,000      | + 66,666,670   |         |